# Etiopien i olympiska sommarspelen 1972
Etiopien deltog med 31 deltagare vid de olympiska sommarspelen 1972 i München. Totalt vann de två bronsmedaljer.

## Medaljer

### Brons
- Miruts Yifter - Friidrott, 10 000 meter.
- Mamo Wolde - Friidrott, Maraton.